# نيستانة (ألاداغ)
نیستانة (بالفارسية: نیستانه) هي قرية تقع في إيران في قسم ألاداغ الريفي. يقدر عدد سكانها بـ 402 نسمة بحسب إحصاء 2016.